# フェニキア語
フェニキア語（フェニキアご、フェニキア語: 𐤃𐤁𐤓𐤉𐤌 𐤊𐤍𐤏𐤍𐤉𐤌、フェニキア語ラテン翻字: dabarīm Kanaʿanīm）は、古代のフェニキア人によって話されていた言語である。アフロ・アジア語族セム語派のカナン諸語の一種であり、ヘブライ語などと近い関係にある。

## 概要
古代ギリシア語（古希: Φοινίκη、古代ギリシア語ラテン翻字: Phoiníkē、ポイニーケー、英: Phoenicia）および現代の学者によってフェニキアと呼ばれる地域は、地中海東岸のレバント地方北部沿岸地域を指し、だいたい今のレバノンからイスラエル北部にかけてにあたる。北は今のシリアのテル・スーカース (Tell Sukas) から、南は今のイスラエルのアッコまでを含む。フェニキア人自身は自身をカナン人と考えるか、または出身都市によって自己を同定していた。
フェニキア語の資料は主に碑文である。ある程度の長さのものとしては紀元前10世紀のビブロスの王による一連の碑文が古い。それ以前のものもあるが、ほとんどが個人名しか記されていないため、フェニキア語であるかどうかの判別が難しい。フェニキア人は海洋貿易商人として活動したため、フェニキア語碑文はフェニキア本土だけでなく地中海世界全体に広がっており、紀元前9世紀はじめから紀元1世紀にかけて、小アジア、キプロス、シチリア島、サルディニア島、マルタ島、ロードス島、エジプト、ギリシア、バレアレス諸島、スペインに碑文が残っている。
フェニキア語はいくつかの方言に分かれる。紀元前10-9世紀のビブロスの方言を古ビブロス語と呼ぶ。紀元前9世紀以降のフェニキア語はおおむね均質的で、これを標準フェニキア語と称する。キプロスの方言は多少異なっている。
カルタゴの人々が話したフェニキア語方言はポエニ語と呼ばれ、数千の碑文（ほとんどは奉納文）が残り、少数はギリシア文字やラテン文字で書かれている。紀元前6世紀以降の碑文が今のチュニジア、アルジェリア、リビア、マルタ島、サルディニア島、シチリア島、フランス、スペイン、バレアレス諸島に残る。共和政ローマとのポエニ戦争でカルタゴが滅亡した紀元前146年以降のポエニ語は新ポエニ語（または後期ポエニ語）と呼ぶ。新ポエニ語の碑文は2世紀までのものがあり、さらにその後にラテン文字で書かれたポエニ語の碑文が4-5世紀まで残る。
碑文以外に周辺の他の言語でフェニキア語の名前を記したものが残り、またギリシア語とラテン語でフェニキア語の語彙を説明したものが残っている。プラウトゥスの戯曲「カルタゴ人」（紀元前200年ごろ）の中ではポエニ語の会話がラテン文字で記されている。今のアルジェリア生まれでカルタゴで学んだアウグスティヌス（4-5世紀）はポエニ人を自称し、著作の中でしばしばポエニ語の語彙の意味を説明している。
ヘブライ語とは近い関係にあるが、ヘブライ語のōはフェニキア語ではūになり、また短いaがフェニキア語でoになることがある（音声の項を参照）。また基本的な動詞に違いがあり、「作る」はヘブライ語√ʿśyに対してフェニキア語√pʿl、「与える」はヘブライ語√ntnに対してフェニキア語√ytnである。
フェニキア語は広い地域で使われたため、たとえば小アジアの碑文にはアラム語やルウィ語からの借用が見られ、ポエニ語ではギリシア語、ラテン語、ヌミディア語の影響が見られる。

## 文字
フェニキア語を表記するフェニキア文字は右から左に書かれ、22の子音のみが表記される。しかし、ポエニ語（とくに新ポエニ語）では他のセム語と同様に準母音によって母音を表記した。

## 音声
セム祖語の29の子音は、フェニキア語では融合して22に減少した。歯摩擦音の /θ ð θʼ/は/ʃ z sʼ/に、軟口蓋摩擦音/x ɣ/は咽頭摩擦音/ħ ʕ/に、側面摩擦音/ɬ ɬʼ/は/s sʼ/に、それぞれ融合した。ヘブライ語やアラム語では母音の後の破裂音が摩擦音化するが、フェニキア語でこの現象が起きていたという証拠は存在しない。
母音については末期になるまで表記されなかったために不明な点が多い。セム祖語の8つの母音a i u ā ī ū ay awのうち、ayはēに変化し、āとawはカナン語派でōに変化した後、フェニキア語ではさらにūに変わった。短いaは強勢のある開音節ではoに変わった。短いiは強勢のある開音節ではē、強勢のない開音節ではeに変化した。また、ヘブライ語と同様に、強勢のある音節の2つ前（名詞）または1つ前（動詞）の開音節の短母音はシュワーに変わり、語末の短母音は脱落した。

## 文法
名詞は性（男性と女性）、数（単数と複数、双数は痕跡的）で変化する。格は少なくとも属格が残っていたらしく、対格もあったかもしれない。ヘブライ語と同様に名詞には絶対形と連語形があった。定冠詞はヘブライ語と同様にh-を接頭させ、名詞の最初の子音を重子音化した。男性複数接尾辞は-īm、双数接尾辞は-ēmであったらしい。連語形ではともに-ēになった。女性単数は-tと書かれ、-tまたは-otを表した。新ポエニ語ではtが脱落して-oのみになった。女性複数も-tと書かれるが、こちらは-ūtを表した。
人称代名詞は人称・性（一人称以外）・数によって異なる。また独立した代名詞のほかに代名詞接尾辞がある。指示代名詞は性と数で変化する。
他のセム語と同様に、動詞は3子音からなる語根を変化させる。動詞語幹としては基本語幹（G）、n-接頭辞を加えた受動語幹（N、ヘブライ語のニフアル）、語根第2子音を重複させた他動詞化・多回語幹（D、ヘブライ語のピエル）、h-またはʾ-接頭辞を加えた使役語幹（C、ヘブライ語のヒフイル）、上記それぞれにtを加えた再帰語幹（ヘブライ語のヒトパエル）がある。動詞は完了形と未完了形があり、それぞれ人称・性（一人称以外）・数によって変化する。指示形は形の上からは未完了形と区別がつかない。命令形は常に二人称である。ほかに不定形・能動分詞・受動分詞がある。
語順は他のセム語と同様にVSO型が基本だが、しばしば主語は動詞の前に置かれる。また、繋辞を使わずに「PはQだ」と表現する名詞文がある。

## 現代語への影響
英語の「mat」（マット、むしろ）は、フェニキア語の「matta」（寝台）に由来するという説がある。